# Cúp bóng đá Polynesia
Cúp Polynesia là giải đấu bóng đá dành cho các quốc gia Polynesia thuộc Liên đoàn bóng đá châu Đại Dương. Giải đấu này cùng với Cúp bóng đá Melanesia đóng vai trò là vòng loại Cúp bóng đá châu Đại Dương. Giải không tổ chức kể từ năm 2000.
Giải thi đấu theo thể thức vòng tròn một lượt.

## Quốc gia tham dự
- Samoa thuộc Mỹ
- Quần đảo Cook
- Samoa
- Tahiti
- Tonga

## Kết quả
| Năm           | Chủ nhà       | Vô địch  | Á quân          | Hạng 3  | Hạng 4           |
| ------------- | ------------- | -------- | --------------- | ------- | ---------------- |
| 1994 Chi tiết | Samoa         | · Tahiti | · Tonga         | · Samoa | · Samoa thuộc Mỹ |
| 1998 Chi tiết | Quần đảo Cook | · Tahiti | · Quần đảo Cook | · Samoa | · Tonga          |
| 2000 Chi tiết | Tahiti        | · Tahiti | · Quần đảo Cook | · Samoa | · Tonga          |